# 千方百计集数列表
下列是电视剧《千方百计》剧集列表、共20集，新传媒8频道播出。除了第十二集以外，全剧包括《晚间新闻》摘要。

## 每集剧情
| 集數 | 名称               | 首播日期                          | 重播日期 |
| --- | ------------------ | --------------------------------- | -------- |
| 1 | 第一集             | 2012年10月9日 PG 些许暴力画面     | TBA      |
| 赵欣彤被爱情骗子Adam所害，不但婚结不成，还被大耳窿追踪威胁，苦不堪言。她向刚出狱的老千曾浩仁求助，浩仁招揽专门招摇撞骗的问米婆张诗云和卜成材等人，布局假扮成欣彤的家人，帮她对付Adam。                                   |                    |                                   |          |
| 2 | 第二集             | 2012年10月10日 PG                 | TBA      |
| Adam发现欣彤竟是豪门之女，重回欣彤身边，声泪俱下认错，请求欣彤原谅。欣彤心软，重新接受Adam，并对浩仁表示要中止游戏，浩仁表示无法停止。欣彤提议和Adam远走高飞，相约在机场碰面，Adam竟然通知赵父前来阻止。                 |                    |                                   |          |
| 3 | 第三集             | 2012年10月11日 PG 些许暴力画面    | TBA      |
| 赵父感激Adam通风报信阻止欣彤出国，声称将把Adam当自己人，会关照他投资获利。Adam贪婪地带巨款来投资，终被浩仁等人设计卷款逃走。Adam绑架欣彤，向浩仁勒索赎金，浩仁布局拯救欣彤。诗云看出浩仁对欣彤有非分之想，才会为她冒险。 |                    |                                   |          |
| 4 | 第四集             | 2012年10月12日 PG                 | TBA      |
| 欣彤光顾阿婆饭摊，阿婆突然接到孙女在外国出车祸，需要钱动手术的消息。欣彤不放心，好心协助，谁知阿婆其实被骗子行骗，欣彤好心反被当成嫌疑犯。欣彤向浩仁求助，去捉拿骗子，并想方设法投浩仁所好。                             |                    |                                   |          |
| 5 | 第五集             | 2012年10月15日 PG 些许暴力画面    | TBA      |
| 诗云假扮老太婆到老人院去调查诈骗案，没想到骏纬和坚叔也乔装成修电工人前来。坚叔觉得诗云很眼熟，后找到诗云档案，又发现诗云和浩仁在一起，骏纬更认定案件与浩仁有关。                                                         |                    |                                   |          |
| 6 | 第六集             | 2012年10月16日 PG 些许性相关语    | TBA      |
| 欣彤约浩仁去喝酒，追问杨天明的事，浩仁暗惊，假装生气离去，并致电欣仪要她制止欣彤继续追查。欣彤遇到Peter搭讪，对方暗中在酒里下药，欣彤晕了过去被带走，幸好浩仁没有离去，把对方手下打晕，救了欣彤。                        |                    |                                   |          |
| 7 | 第七集             | 2012年10月17日 PG 些许暴力画面    | TBA      |
| 浩仁自觉莫言或许要对欣彤不利，但又无法说服欣彤转业。浩仁回忆起当年被承琨所救并教以生存之法，心里始终感激，决定要救承琨。小鬼、成材和诗云怀疑莫言的目的，浩仁叫众人先去查明真相。                                         |                    |                                   |          |
| 8 | 第八集             | 2012年10月18日 PG                 | TBA      |
| 欣彤问欣仪谁是赵天明？又追问她是否留过长头发？欣仪担心欣彤正逐渐恢复记忆，对浩仁说出顾虑。原来欣仪是浩仁趁欣彤失忆时安插在她身边的“家人”，他用心良苦地为欣彤伪造背景身份，希望欣彤能走出过往的伤痛。                     |                    |                                   |          |
| 9 | 第九集             | 2012年10月19日 PG 些许暴力画面    | TBA      |
| 欣彤觉得自己被人偷窥，却不知是小鬼受浩仁所托，暗中保护她。子光拐走欣彤，利用欣彤威胁浩仁亲手杀死承琨。浩仁为救欣彤，答应子光他会在三小时内杀承琨。                                                                       |                    |                                   |          |
| 10 | 第十集             | 2012年10月22日 PG 些许暴力画面    | TBA      |
| 浩仁通知坚叔先去医院营救承琨。坚叔赶往医院，却被小宗发现，小宗把坚叔绑在房间里。浩仁及时出现，把承琨救走，但又制造假象，让小宗误以为是自己把承琨杀了！                                                                   |                    |                                   |          |
| 11 | 第十一集           | 2012年10月23日 PG 些许暴力画面    | TBA      |
| 莫言和可丽喝酒，向可丽透露自己为什么会喜欢浩仁。原来当年首领对妻子不好，莫言难以忍受终于离家，谁知却吃尽苦头。18岁生日当天，莫言正感孤单，浩仁却送来蛋糕，与她一起过生日，莫言从此对浩仁种下爱根。                       |                    |                                   |          |
| 12 | 第十二集           | 2012年10月24日 PG 些许暴力画面    | TBA      |
| 浩仁亲自煮面给莫言吃，莫言提起当年事，觉得是自己当年害得浩仁和欣彤出问题，浩仁不想再说。欣彤见莫言和浩仁感情甚笃，心里失落。诗云却说浩仁是喜欢欣彤的，要欣彤与莫言争夺，欣彤开始感到头痛不舒服。                         |                    |                                   |          |
| 13 | 第十三集           | 2012年10月25日 PG                 | TBA      |
| 欣彤看出骏纬仍想当警察，用便利贴画笑脸给他打气。浩仁无意中看到便利贴，得知骏纬对欣彤有特殊感情，不禁回想起当初认识欣彤的甜蜜往事。浩仁获悉欣彤有脑肿瘤之事，终于鼓起勇气向她表白。                                       |                    |                                   |          |
| 14 | 第十四集           | 2012年10月26日 PG                 | TBA      |
| 欣彤试婚纱，忽然接到神秘人的简讯，内容提及知道欣彤的过去，欣彤跑去见神秘人，发现竟是子光。子光毫无保留地告知欣彤她的真实身份是杨敏，欣彤无法接受事实。子光要杀欣彤，欣彤欲逃不及，被子光弄晕后抬上车。                   |                    |                                   |          |
| 15 | 第十五集           | 2012年10月29日 PG 些许暴力画面    | TBA      |
| 浩仁和欣彤结婚，骏纬心里不是滋味，莫言则心怀鬼胎，暗中设计，要欣彤报复，劝欣彤要报仇就不能心软。欣彤最初无法面对浩仁，夹杂在报复和感情的矛盾中，后经过莫言的劝解，终开始了报复行动。                                     |                    |                                   |          |
| 16 | 第十六集           | 2012年10月30日 PG 些许暴力画面    | TBA      |
| 小鬼复制了欣彤的手机，发现欣彤和莫言的秘密联系。小鬼猜测欣彤可能是莫言摆在浩仁身边来报复的棋子，浩仁不信也不想听小鬼的劝说。小鬼暗查莫言和欣彤的行踪，不幸落入莫言设下的陷阱。                                           |                    |                                   |          |
| 17 | 第十七集           | 2012年10月31日 PG                 | TBA      |
| 小鬼死去，法医确认他身上的指纹是浩仁的。浩仁面对指控，坚持自己的清白，而且有欣彤做他的时间证人。不料欣彤竟在法庭上供称小鬼出事当晚，浩仁根本没跟她在一起，是浩仁逼她作假口供的。浩仁不敢相信欣彤竟然会出卖自己。         |                    |                                   |          |
| 18 | 第十八集           | 2012年11月1日 PG 些许暴力画面     | TBA      |
| 莫言来看浩仁，故意告知浩仁欣彤已经怀孕，浩仁假装无动于衷。莫言表示有办法可以救他，条件是浩仁必须回来组织。浩仁说他需要时间考虑，莫言给他三天的时间，如果他不答应，就会把骏纬杀人的录像交给警方。                         |                    |                                   |          |
| 19 | 第十九集           | 2012年11月2日 PG 些许暴力画面     | TBA      |
| 骏纬与调查局组长秘密碰面，组长告知警局有内宄通风报信，让莫言有警觉，不过因为这次的事件，反而让内鬼露出了狐狸尾巴。骏纬问对方身份，组长低声对骏纬说了个名字，骏纬感震惊。                                                 |                    |                                   |          |
| 20 | 第二十集（大结局） | 2012年11月5日 PG 部分画面令人不安 | TBA      |
| 浩仁为了解决与莫言之间的恩怨情仇，选择跳楼自尽。莫言因思念浩仁，出现幻觉。为了追随浩仁到另一个世界，她决定喝下毒水，浩仁真的出现。浩仁要莫言把所有业障都交代清楚和放下，莫言道出之前的所有罪行，最后却发现……             |                    |                                   |          |

## 註腳
1. ↑  . Xinmsn.   [2012年10月6日]. （原始内容存档于2012年10月18日） （中文）.

## 详见
- 新傳媒劇集列表
- 千方百计